# Sepidrood Rasht SC
El Sepidrood Rasht SC es un equipo de fútbol de Irán que juega en la Liga Azadegan, segunda división de fútbol en el país.

## Historia
Fue fundado en el año 1968 en la ciudad de Rasht y es el equipo de fútbol más viejo del norte de Irán y el primer equipo deportivo fundado en Rasht y en su historia ha estado principalmente entre la segunda y tercera división, con leves estancias en la Iran Pro League.
Es el equipo de fútbol más apoyado de la provincia de Guilán y a su grupo de aficionados se les conoce como la Armada Roja.

## Rivalidades
El principal rival del club es el SC Damash Gilan, con quien protagoniza el Derby de Guilán, llamado también El Gilano, ya que ambos clubes son de la provincia de Guilán y es uno de los clásicos de fútbol más importantes de Irán.

## Palmarés
- 2nd Division (2): 2009–10, 2015–16
- Gilan League (3): 1983, 1986, 2002–03
- Gilan Hazfi Cup (1): 1994–95
- Aga Khan Gold Cup (1): 1977–78
- Khazar International Cup (2): 1991, 2001
- Revolution Cup (1): 1980-81

## Jugadores

### Jugadores destacados
- Soheil Haghshenas
- Hossein Kaebi
- Mohammad Reza Mahdavi
- Reza Niknazar